# Nathalie Hagman
Nathalie Mari Hagman (n. 19 iulie 1991, în Farsta) este o handbalistă suedeză care joacă pentru clubul românesc SCM Râmnicu Vâlcea și echipa națională a Suediei.
Între 2017 și 2019 Hagman a evoluat pentru alt club românesc CSM București.
La Campionatul European din 2010 ea s-a calificat în finală și a câștigat medalia de argint cu echipa Suediei. Patru ani mai târziu, Hagman a câștigat medalia de bronz la Campionatul European din 2014.

## Palmares
Echipa națională
- Campionatul European:
  -  Medalie de argint: 2010
  -  Medalie de bronz: 2014

- Trofeul Carpați: 
  - Câștigătoare: 2015

Club
- Liga Campionilor:
  -  Medalie de bronz (Turneul Final Four): 2018
  - Sfertfinalistă: 2019

- Cupa Cupelor:
  -  Câștigătoare: 2016
  - Turul 3: 2014

- Liga Europeană:
  -  Câștigătoare: 2021
  - Sfertfinalistă: 2023
  - Grupe: 2022

- Cupa EHF:
  -  Câștigătoare: 2015
  - Semifinalistă: 2017, 2020
  - Turul 3: 2012, 2013

- Campionatul Suediei:
  -  Medalie de argint: 2012, 2013

- Campionatul Danemarcei:
  -  Câștigătoare: 2017
  -  Medalie de argint: 2020
  -  Medalie de bronz: 2015, 2016

- Cupa Danemarcei:
  -  Finalistă: 2014, 2019
  - Semifinalistă: 2015

- Liga Națională:
  -  Câștigătoare: 2018
  -  Medalie de argint: 2019

- Cupa României:
  -  Câștigătoare: 2018, 2019

- Supercupa României:
  -  Câștigătoare: 2017
  -  Finalistă: 2018

## Distincții individuale
- Extrema dreapta a echipei ideale All-Star Team la Jocurile Olimpice: 2016;[9]
- Extrema dreapta a echipei ideale All-Star Team la Campionatul Mondial: 2017, 2023;[10][11]